# Dirk Verhofstadt (publicist)
Dirk Verhofstadt (Dendermonde, 25 augustus 1955) is een Belgisch politiek filosoof en publicist. Hij is de broer van Guy Verhofstadt, voormalig premier van België, en europarlementslid. Dirk Verhofstadt was een tijdlang professor aan de Universiteit Gent. Op 1 september 2020 ging hij met pensioen.

## Opleiding
Verhofstadt studeerde eerst rechten en pers- en communicatiewetenschappen aan de Universiteit Gent, werkte jarenlang in de mediasector en schreef een reeks boeken.
Op 1 juli 2010 verkreeg hij de graad van Doctor in de Moraalwetenschappen aan de Faculteit Letteren en Wijsbegeerte van de Universiteit Gent met zijn doctoraal proefschrift Pius XII en de vernietiging van de Joden. Een historisch en moraalwetenschappelijk onderzoek naar de morele verantwoordelijkheid van paus Pius XII ten aanzien van de Endlösung der Judenfrage.
Dirk Verhofstadt was professor 'Media en ethiek' in de vakgroep Communicatiewetenschappen (Faculteit Politieke en Sociale wetenschappen) aan de Universiteit Gent, en lid van het Center for Journalism Studies. Op 1 oktober 2017 werd hij bevorderd tot hoofddocent.

## Publicaties
Verhofstadt is kernlid van de onafhankelijke liberale denktank Liberales. In zijn boek Het Menselijk Liberalisme uit 2002 uit hij kritiek op diegenen die hij de "vijanden van het liberalisme" noemt: zowel de antiglobalisten die zich keren tegen de vrije markt als de neoliberalen die de vrije markt als een dogma beschouwen en pleiten voor een afschaffing van de staat.
In zijn boek Pleidooi voor individualisme uit 2004 komt hij op voor het zelfbeschikkingsrecht van elke mens. Hij verwerpt de visie dat individualisme hetzelfde zou zijn als egoïsme, maar ziet het juist als een voorwaarde om tot echte solidariteit te komen. Het sociale liberalisme van Verhofstadt zou in zijn latere schrijfsels steeds meer gekoppeld worden aan het concept van de Open Samenleving van de vooraanstaande filosoof Karl Popper. Het feit dat de Belgische liberale partij in 2007 zijn naam veranderde van VLD naar Open Vld is een bewijs van de invloed van Dirk Verhofstadt op de ideologie van de grootste Belgische liberale partij.
In 2006 verscheen zijn boek De derde feministische golf waarin hij oproept tot een strijd tegen de onderdrukking van moslimvrouwen. Het bevat interviews met Ayaan Hirsi Ali, Naima El Bezaz, Nahed Selim, Irshad Manji, Naema Tahir en Yasmine Allas. Hij publiceerde boekenrecensies voor De Morgen, De Groene Amsterdammer en De Humanist.
Op 26 september 2008 verscheen zijn nieuw boek Pius XII en de vernietiging van de Joden. Dit werk deed veel stof opwaaien in de media. Met name katholieke intellectuelen reageerden op de bevindingen van dit boek. Dirk Verhofstadt beweert dat paus Pius XII niet reageerde op de Holocaust. Dit zou door diens vermeende afkeer van de liberale democratie en het communisme te verklaren zijn. De Nederlandse priester en kerkhistoricus Antoine Bodar noemde het boek van Verhofstadt pamfletachtig. Dit deed hij tijdens het Nederlandse Rooms katholieke televisieprogramma Soeterbeeck op 25 november 2008. Daarnaast had hij ook in dit boek weer harde kritiek op de islam. Volgens Verhofstadt heeft de orthodoxe islam het antisemitisme van de katholieke kerk overgenomen en voortgezet. Dit is een voortzetting van zijn keiharde kritiek op religie in het algemeen. Dirk Verhofstadt staat bekend als een atheïst en bestrijdt de invloed van religie in de hedendaagse maatschappij. Zo wees het tijdschrift Tertio zijn felle kritiek op Pius XII als ongegrond en onwetenschappelijk van de hand en beschouwde het als een politiek gemotiveerd strijdgeschrift van "niet-historicus" Verhofstadt tegen "de dominantste religie van Europa". NRC Handelsblad omschrijft het boek evenwel als "even omvangrijke als toegankelijke, helder geschreven studie over de historische feiten van de Holocaust en de argumenten en hypothesen van vele voor- en tegenstanders van Pius XII". In juni 2013 verscheen de Duitse vertaling Pius XII. und die Vernichtung der Juden.
Eind april 2009 publiceerde hij als medeauteur en eindredacteur het boek John Stuart Mill - 150 jaar over vrijheid naar aanleiding van de publicatie van On Liberty van John Stuart Mill in 1859. Op 8 juni 2009 hield hij de lezing A New Age of Reason over het leven en werk van de liberale filosoof en publicist Thomas Paine. Op 11 november 2009 verscheen zijn boek Het liberale denken van Thomas Paine.
Hij schreef het essay Atheïsme als basis voor de moraal in het boek Onze waarden? Welke toekomst voor het humanisme? onder redactie van Jurgen Slembrouck (2010, University Press Antwerp).
Eind februari 2011 verscheen het boek Dirk Verhofstadt in gesprek met Etienne Vermeersch. Een zoektocht naar waarheid. In de zomer van 2010 voerde Dirk Verhofstadt dagenlange, indringende gesprekken met hem over de thema’s die Etienne Vermeersch al zijn hele leven bezighouden. Daarbij bespraken ze kwesties zoals het ontstaan van het heelal, de evolutie tot de eerste mensen, het bestaan van Jezus, de totstandkoming van de moraal, het cultuurrelativisme, de opmars van de islam, de historische schuld van de katholieke Kerk, de pedofiliepraktijken, de misogynie in de Bijbel en de Koran, de strijd tegen pseudowetenschap, de verhouding tussen vrijheid en solidariteit, het belang van milieu, dierenrechten, de definitie van kunst, en de angst voor de dood. 
Begin september 2011 publiceerde hij samen met Luckas Vander Taelen het boek De Laatste Getuigen. 20 jaar geleden maakte Luckas Vander Taelen de gelijknamige tv-documentaire die honderdduizenden kijkers trok. In deze tv-serie keerde hij met veertien landgenoten terug naar de concentratiekampen waar ze tijdens de Tweede Wereldoorlog waren opgesloten. Onder hen bevonden zich zowel politieke gevangenen, verzetsstrijders als Joden. Ter situering van de tv-serie beschrijft Dirk Verhofstadt de machtsovername van Hitler, de maatregelen van de nazi’s tegen zowel politieke tegenstanders, andersdenkenden als Joden. Hij geeft een chronologisch overzicht van de opening van het eerste concentratiekamp in Dachau tot de systematische moord op Joden, zigeuners, Jehova’s getuigen, homoseksuelen, gehandicapten, politieke rivalen en vele anderen. Dit deel biedt de nodige aanvullende historische informatie bij de tv-documentaire. Het boek bevat tevens een DVD met de 5 afleveringen van de tv-documentaire die opnieuw werd uitgezonden op Canvas.
Hij schreef het essay Naar een strijdvaardig atheïsme in het boek Voorbij het atheïsme? Over de relatie tussen atheïsme en humanisme onder redactie van Jurgen Slembrouck (2011, University Press Antwerp).
Als professor 'Media en ethiek' in de vakgroep Communicatiewetenschappen (Faculteit Politieke en Sociale Wetenschappen) aan de Universiteit Gent, publiceerde hij in februari 2012 het handboek Media en ethiek. In september 2021 verscheen een negende geactualiseerde editie.
Eind februari 2012 verscheen zijn boek Dirk Verhofstadt in gesprek met Paul Cliteur. Een zoektocht naar harmonie. In de zomer van 2011 voerde Dirk Verhofstadt dagenlang indringende gesprekken met Paul Cliteur over de thema's die hij behandelde in zijn boeken Moreel Esperanto, The Secular Outlook en Het monotheïstisch dilemma. Daarbij gaan ze dieper in op de cruciale vraag hoe mensen met verschillende, vaak tegengestelde meningen toch op een harmonieuze manier kunnen samenleven. Ze bespreken actuele topics zoals de vrijheid van meningsuiting, de scheiding van kerk en staat, het recht op zelfbeschikking, de gelijkwaardigheid van elke mens, het belang van kritiek en zelfkritiek, de strijd rond identiteit, de zin van religiekritiek, en de rechten van dieren. Paul Cliteur veroordeelt de goddelijke beveltheorie, de religieuze zelfmoordterroristen en de invoering van de sharia. Hij bespreekt de drijfveer van Abraham die zijn zoon wou doden, de zaak Salman Rushdie, de moord op Theo Van Gogh, het protest tegen de Deense cartoons, de actie van Terry Jones die korans wou verbranden, de houding van Benedictus XVI tegenover homoseksualiteit, en de lafheid van vermeende progressieve denkers rond de verdediging van onze liberale kernwaarden. Samen met Dirk Verhofstadt gaat hij ook op zoek naar de Tien Geboden van de mens.
In maart 2012 verscheen het boek De open samenleving onder vuur onder redactie van Dirk Verhofstadt. In dit boek komen vijf vooraanstaande politici en intellectuelen aan het woord over de gevaren die ons bedreigen en de mogelijke remedies om onze rechten en vrijheden te waarborgen. Guy Verhofstadt, Mark Rutte, Herman Van Rompuy, Hugo Dyserinck en Hans Achterhuis - het zijn denkers met uiteenlopende ideologische en politieke achtergronden. Maar wel met één gemeenschappelijk doel: op de bres voor de open samenleving!
In september 2013 verscheen zijn boek Atheïsme als basis voor de moraal. In februari 2014 volgde zijn boek 1914. Het vervloekte jaar. In september 2014 verscheen zijn boek Cesare Beccaria. 250 jaar over misdaden en straffen, met een woord vooraf van Etienne Vermeersch en de integrale Nederlandstalige vertaling van Dei delitti e delle pene (1764). In januari 2015 verscheen zijn boek De Liberale Canon. Grondslagen van het liberalisme met een overzicht van het gedachtegoed van zestig filosofen, economen en andere denkers die een invloed hadden en hebben op het liberalisme. In oktober 2015 verscheen zijn boek Het Atheïstisch Woordenboek met Paul Cliteur als co-auteur. In januari 2016 verscheen zijn essay De vier vrijheden van Franklin Delano Roosevelt, en in oktober 2016 zijn boek Salafisme versus democratie. 
In januari 2017 verscheen het boek Theorieën over rechtvaardigheid. De John Rawlslezingen onder redactie van Dirk Verhofstadt. In dit boek komen vijf vooraanstaande denkers aan het woord die tijdens de jaarlijkse John Rawlslezing van Liberales de ideeën van John Rawls toepasten op actuele situaties. De sprekers waren Jan Terlouw, Frank Vandenbroucke, Philippe Van Parijs, Paul Cliteur en Patrick Loobuyck.
In november 2017 verscheen zijn boek De geschiedenis van het liberalisme, een overzichtswerk van het liberalisme wereldwijd van 560 bladzijden.
In maart 2018 verscheen zijn boek In Naam van God met Paul Cliteur als co-auteur.
In maart 2019 publiceerde hij als eindredacteur het boek Beroemde Feministes. De strijd voor vrouwenrechten met bijdragen van Leen Huet over Artemisia Gentileschi,  Ann Meskens over Marie le Jars de Gournay, Alicja Gescinska over Marie Astell, Tinneke Beeckman over Olympe de Gouges, Ann Brusseel over Mary Wollstonecraft, Claire Tillekaerts over Emmeline Pankhurst, Wendy De Poorter over Harriet Taylor Mill, Sara De Mulder over Marie Popelin, Darya Safai over Mehrangiz Marouchehrian, Tine Maenhout over Simone de Beauvoir, Elisabeth Matthys over Paula Marckx, Annemie Neyts over Lucienne Herman-Michielsens, en Assita Kanko over Ayaan Hirsi Ali.
In september 2019 verscheen zijn manifest De liberale ideologie. Voorbij het links-rechts denken waarin hij zich afzet tegen het nationalisme en pleit voor een groot liberaal ideologisch congres. In november 2019 publiceerde hij samen met David Van Turnhout het boek Ide Leib Kartuz. Kleermaker in Auschwitz. Op 31 juli 2022 verscheen de Engelstalige versie A Tailor in Auschwitz bij Pen & Sword Books. 
Op 2 maart 2020 openden de archieven van het Vaticaan alle de documenten met betrekking tot de oorlogspaus Pius XII. Door de coronamaatregelen kregen onderzoekers pas vanaf juni 2020 toegang tot het archief. Dirk Verhofstadt was een van de eerste onderzoekers die de vrijgegeven documenten kon inkijken. Hij publiceerde hierover een tussentijds rapport onder de titel Resoconto intermedio sugli archivi di Pio XII. 
Op 18 mei 2021 publiceerde hij samen met Annie Van Paemel het boek Chef-kok in IG Auschwitz. De geschiedenis van Willy Van Paemel en IG Farben. 
Op 12 november 2022 verscheen zijn boek Dagboek 1933. Het gevaar van extreemrechts waarin hij parallellen trekt tussen 1933 en hedendaags extreemrechts.
Op 12 maart 2024 publiceerde hij samen met Henri Heimans het boek KZ-syndroom. Een litteken dat nooit verdwijnt. 

## Erkenning
De Nederlandse vrijdenkersvereniging De Vrije Gedachte riep hem op 15 september 2007 uit tot Vrijdenker van het Jaar 2007 voor zijn inzet voor individuele vrijheid. Hij is fellow van het Center for Inquiry, afdeling Low Countries.
Op 1 juli 2010 verkreeg hij de graad van Doctor in de Moraalwetenschap aan de Faculteit Letteren en Wijsbegeerte van de Universiteit Gent.
Hij was curator van het jaarlijkse literaire festival 'Het Betere Boek' van het Willemsfonds, dat voor het eerst plaatsvond op zaterdag 8 oktober 2011. 'Het Betere Boek' wil "het betere Nederlandstalige boek, in het bijzonder dat van nieuwe, debuterende Nederlandstalige schrijvers, ondersteunen en promoten". Op die dag werd ook 'De Bronzen Uil' uitgereikt aan Jan Vantoortelboom met zijn debuutroman De verzonken jongen met een geldprijs van 5.000 euro. De tweede editie vond plaats op 6 oktober 2012 en werd gewonnen door Roderik Six met zijn debuutroman Vloed. De derde editie vond plaats op 12 oktober 2013 en werd gewonnen door Ineke Riem met haar debuutroman Zeven pogingen om een geliefde te wekken. De vierde editie vond plaats op 11 oktober 2014 en werd gewonnen door Kris Van Steenberge met zijn debuutroman Woesten.
Hij won in 2012 de tweejaarlijkse Prijs voor het Vrije Denken, die wordt uitgereikt door de Raymond Maeckelberghe Foundation. Deze Stichting werd opgericht om, in navolging van de Verlichtingsideeën, een nieuwe impuls te geven aan Het Vrije Denken. De prijsuitreiking had plaats op zaterdag 12 mei 2012 in Oostkamp.
Hij won op 21 juni 2014 de Boekenprijs deMens.nu met zijn boek Atheïsme als basis voor de moraal. deMens.nu is het wettelijk erkende orgaan van de georganiseerde vrijzinnigheid in Vlaanderen. De prijs wordt tweejaarlijks uitgereikt op 21 juni - de Internationale Dag van het Humanisme - aan het beste non-fictiewerk met een vrijzinnige inslag of thematiek dat in de voorbije twee jaar is verschenen.
Hij won de Prijs Vrijzinnig Humanisme 2025 die tweejaarlijks wordt toegekend door het Humanistisch Verbond. De Jury kent hem de Prijs toe voor zijn decennialange inzet voor de principes en waarden van zowel de liberale democratische rechtsstaat als van het vrijzinnig humanisme. De prijsuitreiking vindt plaats op 21 juni 2025.